# Harry Irving Thayer

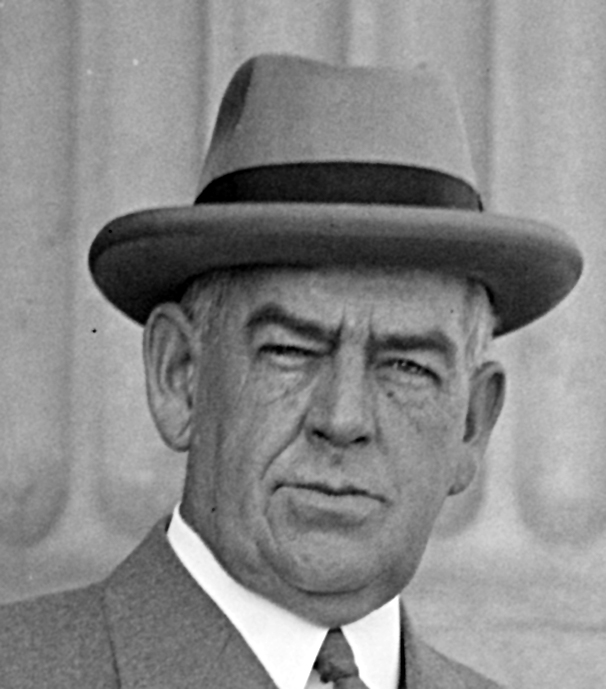
Harry Irving Thayer (1925)

Harry Irving Thayer (* 10. September 1869 in Pembroke, Plymouth County, Massachusetts; † 10. März 1926 in Wakefield, Massachusetts) war ein US-amerikanischer Politiker. In den Jahren 1925 und 1926 vertrat er den Bundesstaat Massachusetts im US-Repräsentantenhaus.

## Leben
Harry Thayer besuchte die öffentlichen Schulen in Hanover. Danach arbeitete er in der Lederindustrie. Er war Gründer und Präsident der Firma Thayer-Ross Co. Von 1916 bis 1921 fungierte er als Präsident der New England Shoe and Leather Association. In den Jahren 1920 und 1921 war er auch Präsident des amerikanischen Rats der Gerber (Tanners’ Council of the United States). Gleichzeitig begann er als Mitglied der Republikanischen Partei eine politische Laufbahn. Im Juni 1924 war er Delegierter zur Republican National Convention in Cleveland, auf der Präsident Calvin Coolidge zur Wiederwahl nominiert wurde.
Bei den Kongresswahlen des Jahres 1924 wurde Thayer im achten Wahlbezirk von Massachusetts in das US-Repräsentantenhaus in Washington, D.C. gewählt, wo er am 4. März 1925 die Nachfolge von Frederick W. Dallinger antrat. Er konnte dieses Mandat bis zu seinem Tod am 10. März 1926 ausüben. Nach einer Sonderwahl wurde sein Vorgänger Dallinger auch zu seinem Nachfolger gewählt.